# Saharet, le Boléro
Pour plus de détails, voir Fiche technique et Distribution.
Saharet, le Boléro est un film français réalisé par Alice Guy en 1905.

## Synopsis
Enregistrement d’un boléro par la danseuse australienne Saharet et une troupe de danseurs en costume hispanisant.

## Fiche technique
- Titre : Saharet, le Boléro
- Réalisation : Alice Guy
- Société de production : Société L. Gaumont et compagnie
- Pays d’origine :  France
- Genre : Documentaire
- Durée : 2 minutes
- Dates de sortie : 1905
- Licence : Domaine public

## Distribution
- Saharet

## Autour du film
Le film est coloré à la main à l’aide de pochoirs.
Il a été tourné devant un rideau peint représentant un patio espagnol.